# کلوینگستون، وادینا
کلوینگستون، وادینا (انگلیسی: Kelvington-Wadena) یک ناحیه انتخاباتی استانی برای مجلس قانونگذاری ساسکاچوان، کانادا است.